# Forchtenstein
Forchtenstein est une commune autrichienne du district de Mattersburg dans le Burgenland.